# Gutiérrez Zamora (kommun)
Gutiérrez Zamora är en kommun i Mexiko.   Den ligger i delstaten Veracruz, i den sydöstra delen av landet, 240 km nordost om huvudstaden Mexico City.
Följande samhällen finns i Gutiérrez Zamora:
- Gutiérrez Zamora
- Nuevo Renacimiento 2000
- Lomas de Arena
- Ignacio M. Altamirano
- La Luz del Portugués
- El Cepillo
- Arroyo Grande
- Paguas de Arroyo Grande
- El Coco
- Lomas Chicas
- El Morro
- Macarena Arrazola
- Ejido Soto y Gama
- Fraccionamiento Loma Linda
- Paguas de Coronado
- El Rincón
- Ricardo Flores Magón
- El Mango